# 김재훈 (음악가)
김재훈(金載勳, 1903년 ~ 1951년)은 일제강점기의 바이올리니스트이며 작곡가이다. 일명 '니콜라이 김'으로도 알려져 있다.

## 생애
10대의 나이에 독일에 유학하여 바이올린 연주를 공부하고 1934년 돌아왔다.
서울에서 보성학교에 다녔으나 졸업하지 않았고, 이춘덕(李春德)과 결혼하고 약 1년 정도 살다가 바이올린 공부를 위해 동경으로 유학을 떠났다. 동경에서 다시 상해로 가 1920년 독일로 유학을 떠났다.
1925년 귀국해 고향 함흥에 잠시 다녀갈 당시 '서양 며느리'로 칭했던 독일 여성과 함께 돌아왔으나 이 여성은 1년 후에 다시 독일로 돌아가게 되었다. 
일제강점기 말기에 조선음악협회가 군국주의를 옹호하는 친일 성향의 음악회를 개최했을 때 참가했다. 1942년 부민관에서 열린 조선음악경연대회에서는 심사위원을 맡았다.
그는 이때 1938년에 설립되어 5년간 운영된 경성음악전문학원의 원장을 맡고 있었는데, 태평양 전쟁의 비상 시국에 어울리는 음악보국운동을 전개해야 한다는 친일 주장을 펴기도 했다.
작곡한 작품으로는 1937년에 발표한 합창곡 《추억》, 바이올린 독주곡인 《비가》 등이 있다.
2008년 발표된 민족문제연구소의 친일인명사전 수록예정자 명단 중 음악 부문에 선정되었다.

함흥의 유지였던 보포리집 아들이었으며, 국립중앙박물관장을 지낸 미술사학자 김재원과 친척이다. 

## 참고자료
- 한국예술종합학교한국예술연구소 (1999년 12월 25일). 《한국 작곡가 사전》. 서울: 시공사. 147쪽쪽. ISBN 8952705238.
- 반민족문제연구소 (1993년 4월 1일). 〈현제명 : 일제 말 친일음악계의 대부 (노동은)〉. 《친일파 99인 3》. 서울: 돌베개. ISBN 9788971990131.